# Бранфорд Сентер (Конектикат)
Бранфорд Сентер (енгл. Branford Center) насељено је место без административног статуса у америчкој савезној држави Конектикат.

## Демографија
По попису из 2010. године број становника је 5.819, што је 84 (1,5%) становника више него 2000. године.
| Група             | 2000.         | 2010.         |
| Белци             | 5.205 (90,8%) | 5.122 (88,0%) |
| Афроамериканци    | 71 (1,2%)     | 103 (1,8%)    |
| Азијати           | 135 (2,4%)    | 156 (2,7%)    |
| Хиспаноамериканци | 218 (3,8%)    | 344 (5,9%)    |
| Укупно            | 5.735         | 5.819         |